# Böse Fuchs

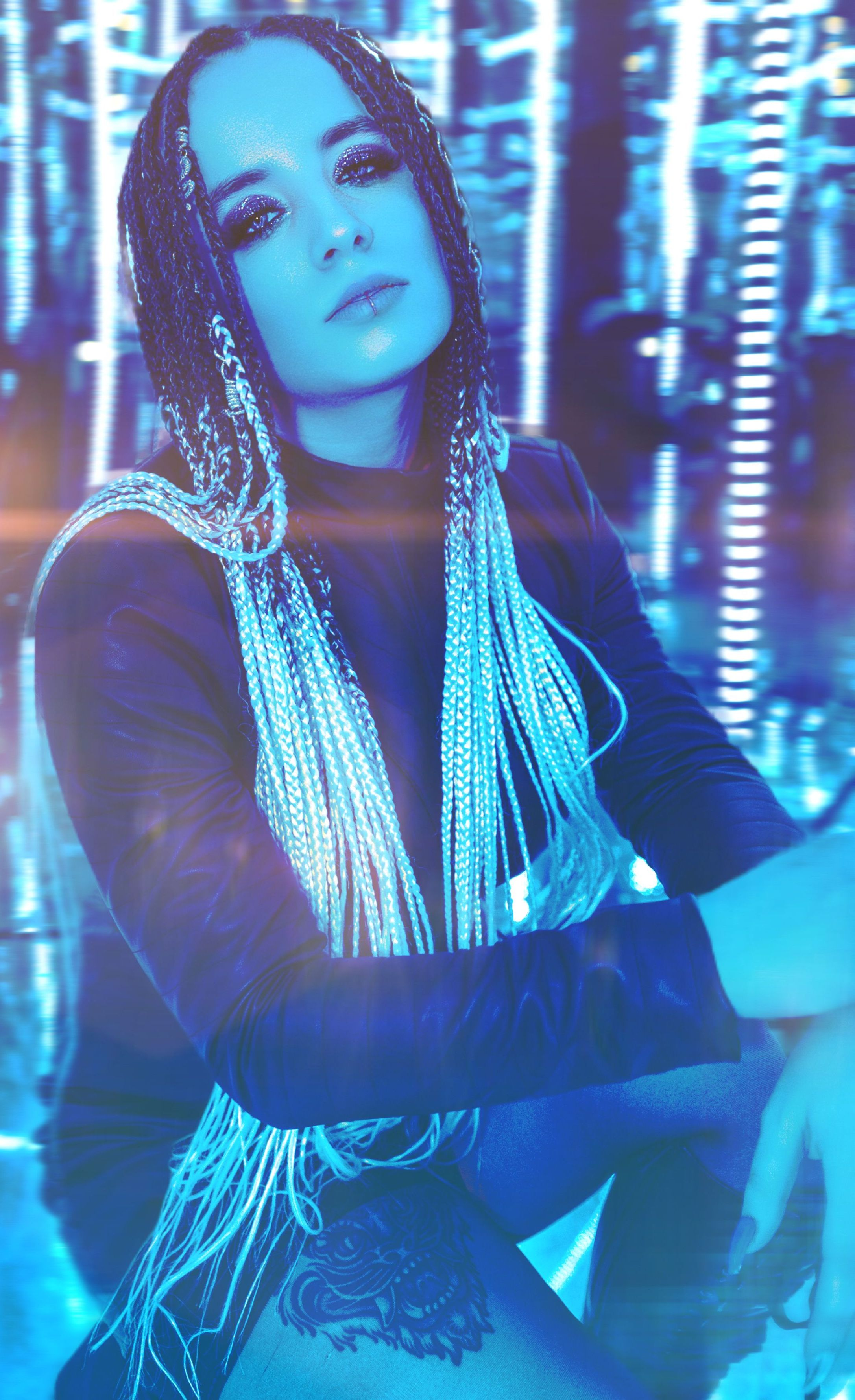
Böse Fuchs (2023)

Böse Fuchs (bürgerlich: Valeria „Valy“ Nash; * 26. Juli 1995 als Valeria Ereth; auch ehemals bekannt als VanValia) ist eine deutsche Multiinstrumentalistin, Musikproduzentin, Shouterin, Tongestalterin sowie Inhaberin eines Tonstudios, die hauptsächlich im Rock- und Metalbereich tätig ist. Bekanntheit erlangte sie durch ihre Coverversionen auf YouTube sowie als Bandmitglied von Grausame Töchter oder Erdling. Sie ist aktuell Gitarristin, Keyboarderin und Sängerin der gleichnamigen Band.

## Privat
Ereth wurde musikalisch vom Musikgeschmack ihres Vaters geprägt und dadurch bereits in ihrer Kindheit von Bands wie AC/DC oder Metallica inspiriert. Sie besuchte von 2007 bis 2014 das Wolfram-von-Eschenbach-Gymnasium, ein Musisches Gymnasium in Schwabach. Hier begann sie zunächst Klavier zu lernen. Inspiriert von Rammsteins Engel und Ich will begann sie einige Zeit später zusätzlich autodidaktisch E-Gitarre zu lernen. Als Vorbild bezeichnete sie dabei auch Richard Kruspe, den Leadgitarristen von Rammstein. Es folgten im Laufe der Zeit E-Bass, Okarina und Schlagzeug. Im Juni 2019 bekam sie Gesangsunterricht von der US-amerikanischen Gesangslehrerin Melissa Cross, die zuvor schon Biffy Clyro, Bullet for My Valentine, Halestorm, Machine Gun Kelly, Megadeth, Maroon 5, Slipknot oder auch Andrew W. K. zu ihren Klienten zählte. Seit Mai 2023 ist Ereth mit Max Nash verlobt, im Oktober 2024 folgte die Hochzeit.
Von Juli 2013 bis September 2014 arbeitete Ereth für Sixt SE in Nürnberg sowie von Mai 2015 bis Februar 2020 für die TSE AG in Berlin. Parallel zu ihrer Zeit bei der TSE AG besuchte sie zunächst das Wirtschaftsgymnasium Oberstufenzentrum Handel 1 in Berlin-Kreuzberg und absolvierte eine Ausbildung zur Veranstaltungskauffrau. Mitte 2020 begann Ereth, Tontechnik an der Fernschule HOFA zu studieren. Seit 2023 ist sie Mitglied des Female Producer Collectives, einer Initiative für Chancengleichheit in der Musikindustrie.
Im Februar 2019 erklärte Ereth über ihre soziale Medien, dass sie an Panikattacken leide. Als große Hilfe dabei empfand sie ihren Siberian Husky Shiva. Am 23. Juni 2023 nahm sie mit ihr an der RTL-Show Top Dog Germany – Der beste Hund Deutschlands teil. Im Zuge dessen gab Ereth ein Interview mit dem Berliner Kurier, wo sie gestand zusätzlich an Burn-out gelitten zu haben.

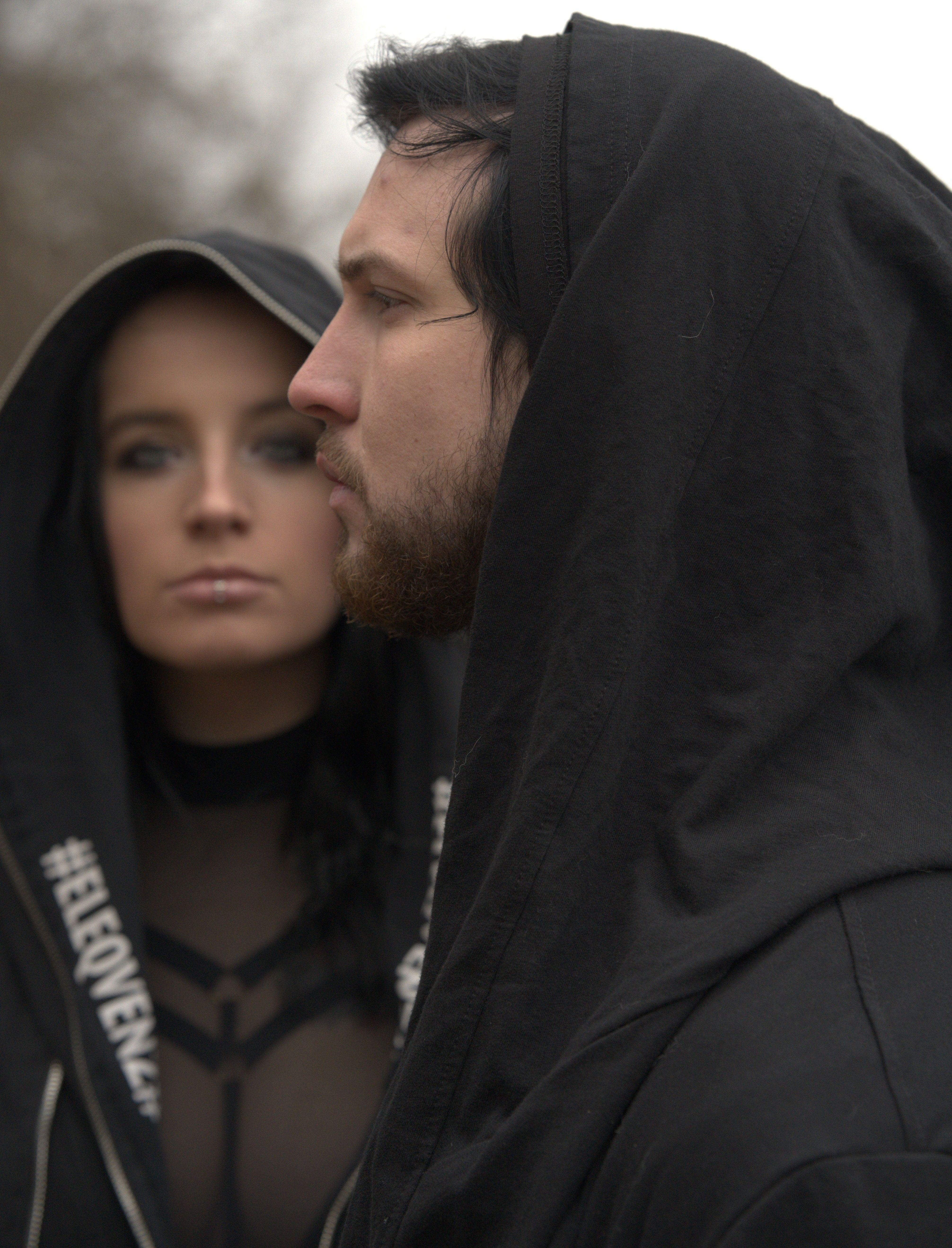
Böse Fuchs & Max Nash (2022)
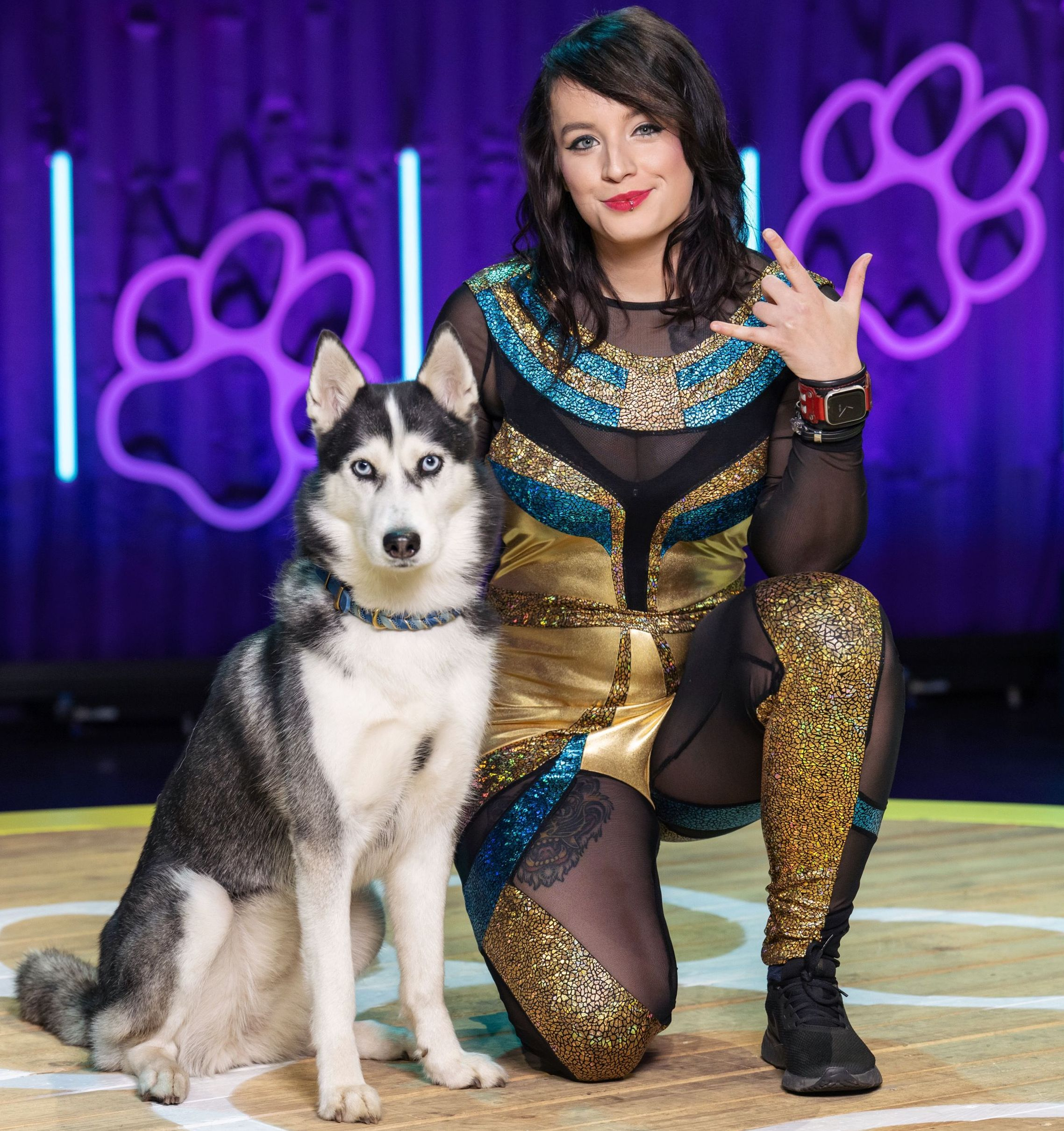
Böse Fuchs – Top Dog Germany (2023)

## Musikalische Solokarriere
In einem Interview mit dem Hardline Magazine erklärte Ereth, dass das Pseudonym „Böse Fuchs“ sich von der englischsprachigen Übersetzung „Black Fox“ ableite, dem Nickname von Ereth, den sie in der Rammstein-Community nutzte. Auf die Idee zu dieser Ableitung kam ein Unterstützer von Ereth aus England. Der Name „Böse Fuchs“ sei wiederum eine Anspielung auf ihre „bösen Scherze“. Ihr Logo stellt einen Fuchskopf dar. Im Dezember 2023 kooperierte Ereth unter anderem mit namhaften Institutionen und Marken (Endorsement) wie unter anderem Celemony Software, ESP Guitars, Ernie Ball, EverTune oder auch Hamburg Records.

### Anfänge und Gastauftritte (2011–2018)
Im Jahr 2011 begann Ereth damit, Gitarren-Cover bekannter Titel auf YouTube hochzuladen. Das erste Video erschien am 10. März 2011 und war eine Coverversion zu Rammsteins Ich will. Ihre beliebteste Coverversion ist die zu Rammsteins Du hast, welche bis Dezember 2023 über 3,5 Millionen Aufrufe zählte.
Ereths Bühnenkarriere begann als Livemusikerin für verschiedene namhafte Bands, wie unter anderem Stahlmann (2013, 1 Konzert), Maerzfeld (2014, 1 Konzert), Ost+Front (2014, 2 Konzerte), Herzparasit (2014, 4 Konzerte), Stumpff (2018, 3 Konzerte), Traumtänzer (2018, 2 Konzerte), Blitz Union (2022, 2 Konzerte) oder auch Antonja (2023, 1 Konzert).

### Böse Fuchs & Sly (2019–2023)

#### Erste Liveauftritte und Futurium (2019–2020)
Für November 2019 plante Ereth als Böse Fuchs eine musikalische Veröffentlichung sowie eine „Release-Show“ zu veranstalten. Kurz zuvor lernte sie jedoch Seline „Sly“ Hönig kennen, mit der sie fortan als Duo „Böse Fuchs & Sly“ auftrat. Das Duo absolvierte ihr erstes offizielles Konzert mit der besagten „Release-Show“ am 8. November 2019 im Berliner Tempodrom, welche als „Pre-Listening Party“ der kommenden EP diente, die eigentlich an dem Tag erscheinen sollte. Am 27. Dezember 2019 erschien zunächst mit der Videoauskopplung In Danger die erste offizielle Veröffentlichung des Duos. Vier Tage später erschien schließlich im Selbstverlag die EP, mit dem Titel Futurium. Diese setzt sich aus den drei Liedern In Danger, Scream for Humanity sowie Futurium zusammen. Die Titel entstanden in Eigenproduktion durch Ereth und Hönig; die Instrumentierung tätigte Ereth dabei in ihrem eigenen Home-Studio. Der Gesang wurde bei Toby Craig im Oxygen Sound Studio in Berlin aufgenommen; gemastert und gemischt hat die Titel Aljoscha Sieg von den Pitchback Studios. Ein Musiklabel zu finden sei zu diesem Zeitpunkt nicht die erste Priorität gewesen. Am 14. März 2020 erschien, ebenfalls unter der Regie von Alex Makarov, die Videoauskopplung Scream for Humanity.

#### Videoauskopplungen und Bandcontest (2021–2022)
Am 1. Januar 2021 veröffentlichte das Duo ein „Live-Performance-Video“ zu Broken Chaos, das in der Heilstätte Grabowsee aufgenommen wurde. Nachdem über ein Jahr keine offizielle Veröffentlichung erschienen war, wurden am 24. März 2022 und dem 1. April desselben Jahres zwei weitere Videoauskopplungen präsentiert. Dabei erschien zuerst ein Musikvideo zu We Got the Hypa, eine Coverversion des Originals Hypa Hypa der deutschen Metal- und Trancecore-Band Electric Callboy. Als zweites erschien Geilon, was im Original vom deutschen Rapper MC Fitti stammt. Beide Musikvideos entstanden in Eigenregie von Ereth und Hönig, im Zuge des ersten Warsteiner Bandcontests, in dem Böse Fuchs & Sly ins Finals einzog, sich aber Akuma Six geschlagen geben musste. Alle drei Videoauskopplungen erschienen weder als Single, noch auf einem Album der beiden.
Im Laufe der Zeit kamen Dominic Leutz am Keyboard, Max Nash an der Gitarre und Jasmin Ulrich als Schlagzeugerin hinzu. In dieser neuen Bandformation traten sie erstmals am 27. August 2022 bei Rock am Beckenrand auf.

#### Sinner und Ende (2022–2023)
Am 28. Oktober 2022 erschien mit der Single Dark Ritual der erste Vorbote des ersten geplanten Studioalbums Sinner. Im Folgemonat erschien mit Coma die zweite Single am 25. November 2022. Vom 30. November bis 15. Dezember 2022 spielte die Band ihre erste Supporttour und unterstützte dabei die tschechische Metalband Dymytry bei ihrer Pharmageddon Tour in deren Heimat. Ermöglicht wurde dies durch eine Gruppenfinanzierung, bei der die Band über 5.000,00 € sammelte. Zum Jahresabschluss erschien mit Pride die dritte vorab Singleauskopplung mit Musikvideo. Am 24. Februar 2023 erschien die vierte Single Zorn, die ebenfalls von einem Musikvideo begleitet wurde. Nachdem es erstmal wieder ruhiger um die Band wurde, verkündete Ereth – kurz vor Erscheinen des Studioalbums – das Ende der Band im bisherigen und im vorerst guten Sinne, mit einem Zitat von Eckhart Tolle:

“Some changes look negative on the surface, but you will soon realize, that space is being created in your life for something new to emerge.”

„Manchmal sehen Veränderungen zuerst negativ aus. Doch bald wirst du feststellen, dass sie nur Platz in deinem Leben schaffen, damit etwas Wunderbares entstehen kann.“

## Bandbeteiligungen

### Last Satanic Divine und Peragon (2014–2015)
Zwischen dem 31. Oktober 2014 und 2. August 2015 war Ereth Teil der deutschen Gothic-Rock-Band Last Satanic Divine, veröffentlichte jedoch keinen Tonträger mit der Band, ging aber deutschlandweit auf Tour. Das Gleiche galt für ihre Mitwirkung bei Peragon, wo sie zwischen dem 21. März 2015 und dem 31. Dezember desselben Jahres mitwirkte.

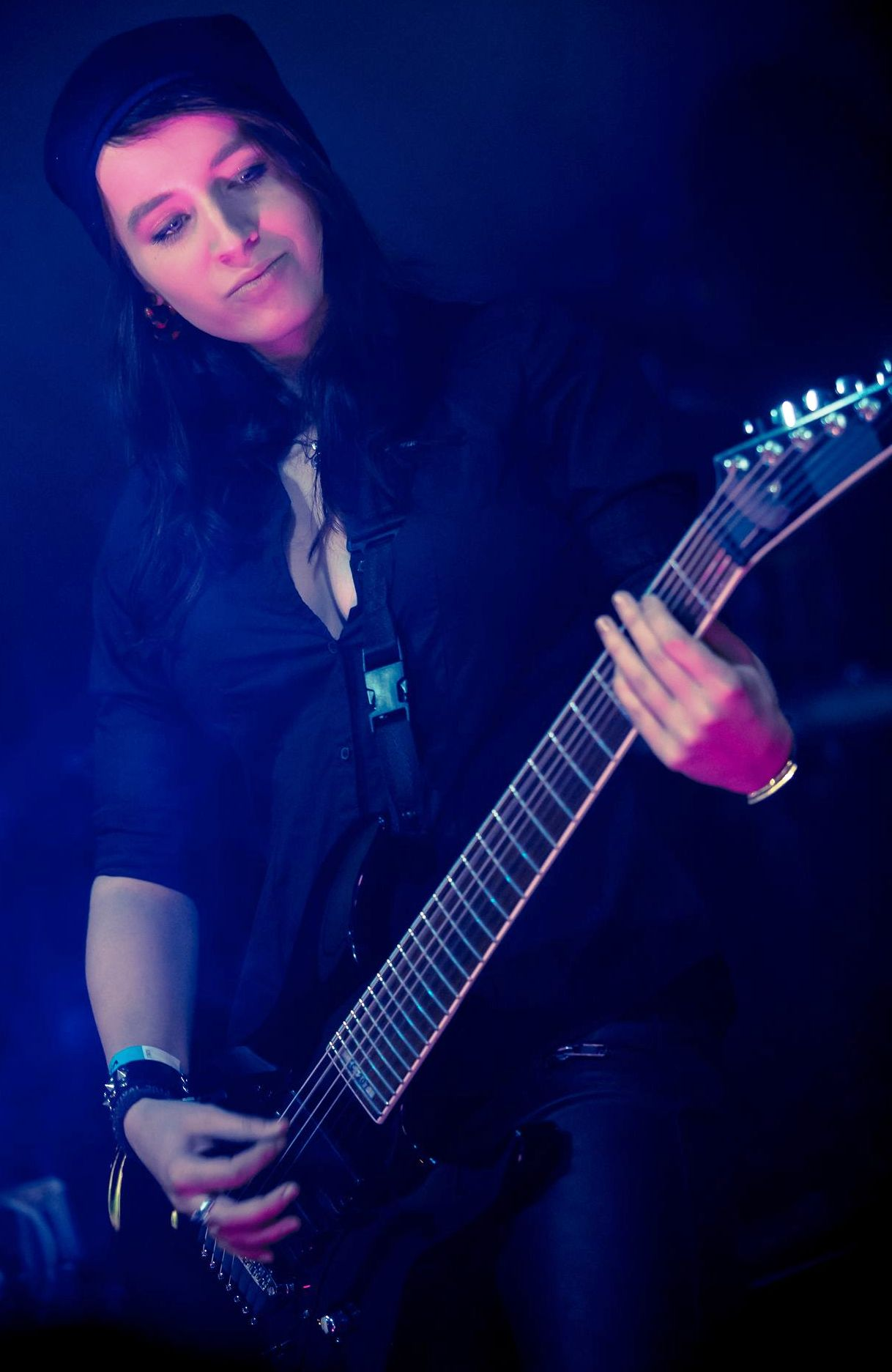
Peragon – Live (2015)

### Grausame Töchter (2015–2017)
Im November 2015 stieg Ereth, als festes Livemitglied an der Leadgitarre, beim Elektro-Projekt Grausame Töchter ein. Hierbei spielte sie erstmals, bis zu ihrem Ausstieg am 25. Juli 2017, Konzerte im Hauptprogramm außerhalb Deutschlands.

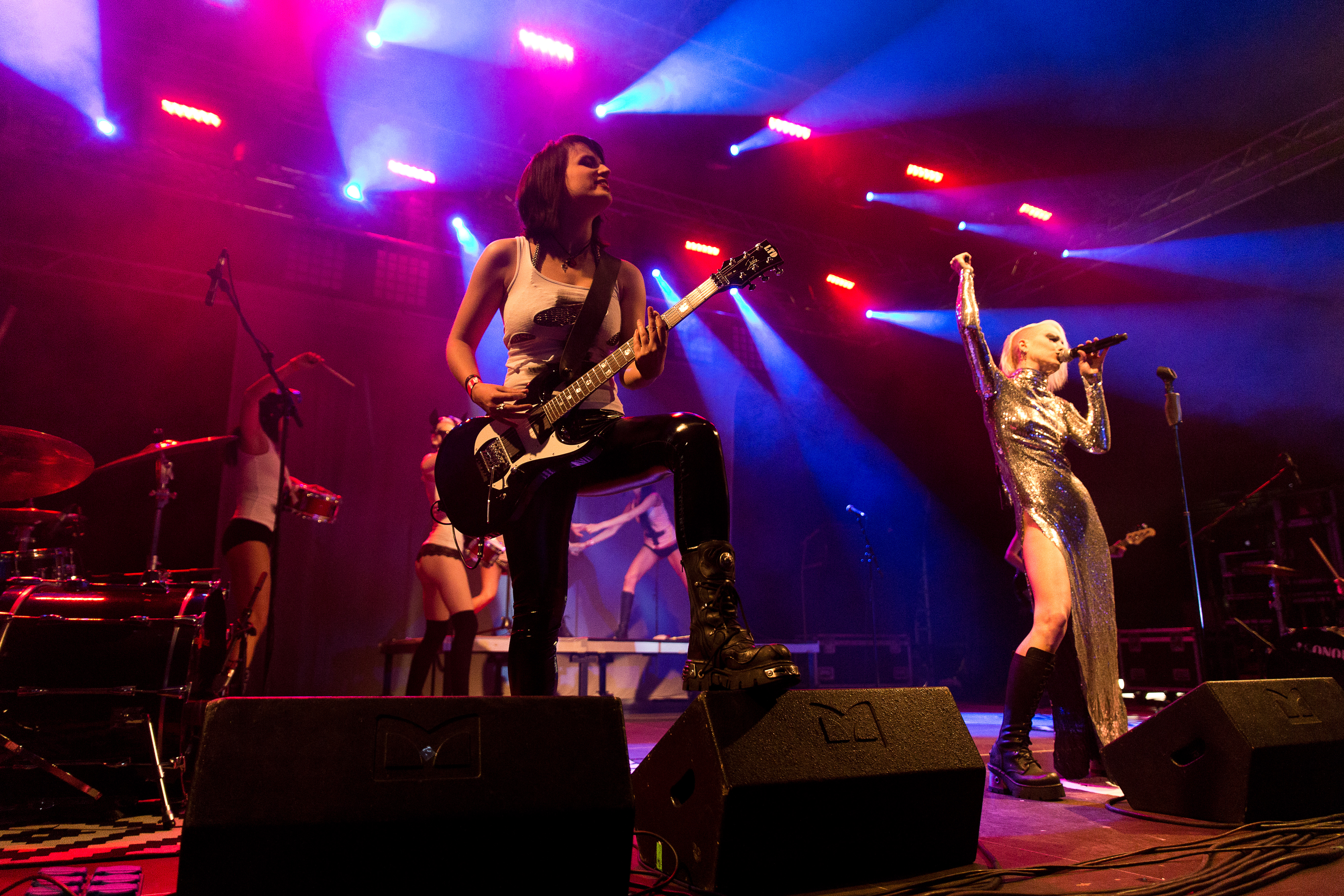
Grausame Töchter – Wave-Gotik-Treffen (2016)
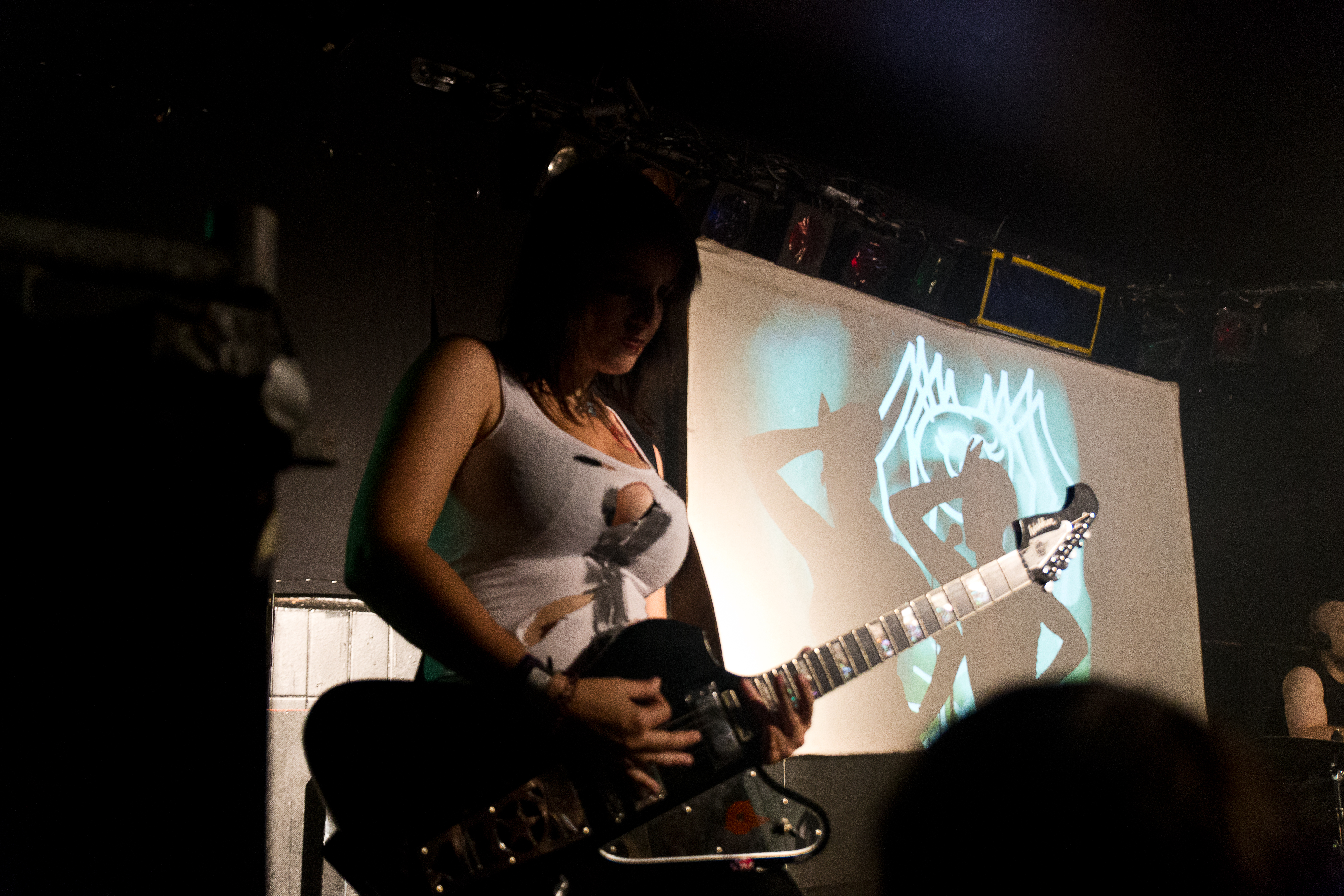
Grausame Töchter – Electronic Transformers Tour (2016)
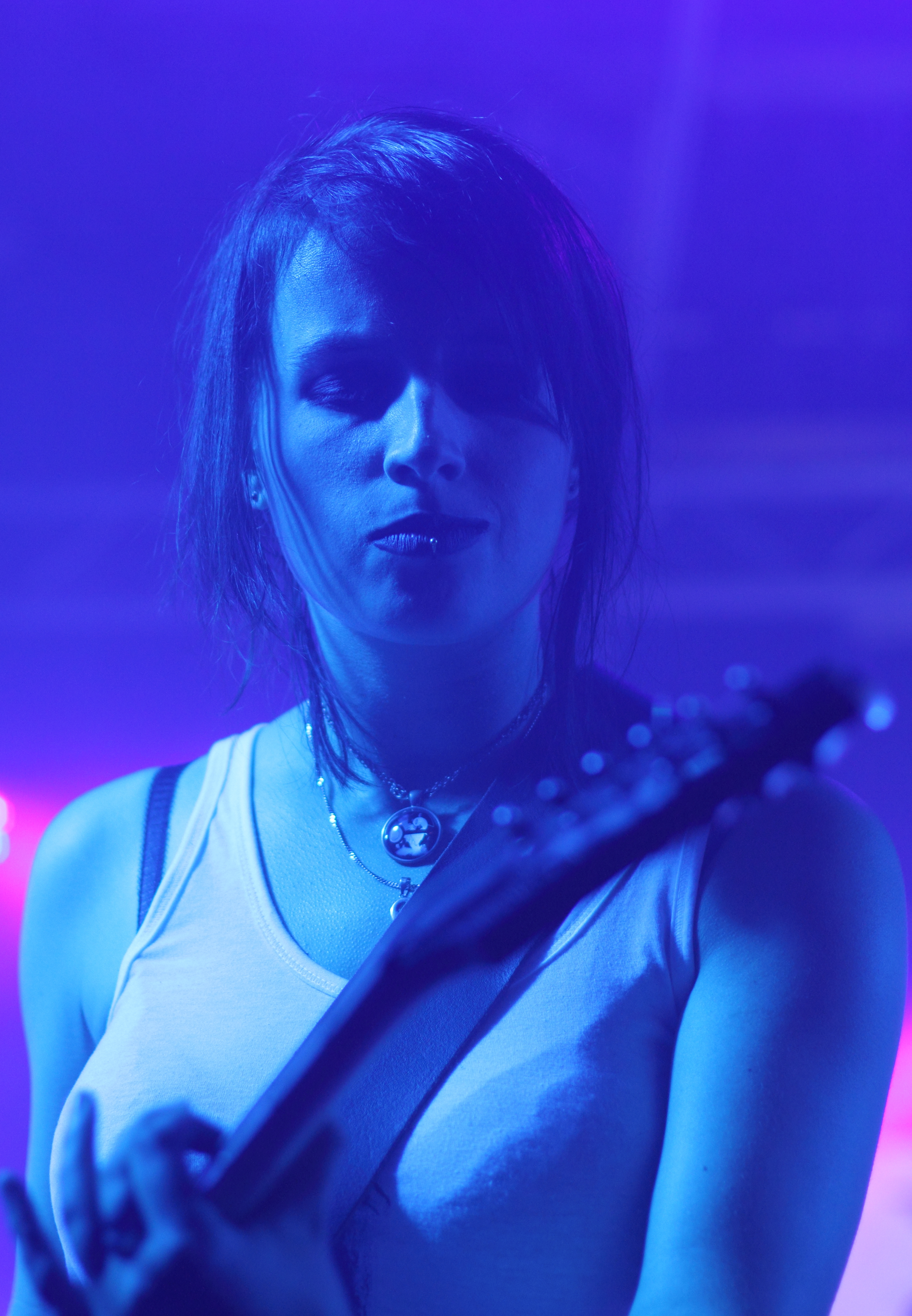
Grausame Töchter – Infest Festival (2016)

### Schlagwetter (2018–2020)
Am 18. November 2018 trat Ereth der deutschen Neue-Deutsche-Härte-Band Schlagwetter als Rhythmusgitarristin bei. Obwohl sie offiziell seit dem 15. Januar 2020 nicht mehr Teil der Band war, erschien am 24. April 2020 das Album Bis in den Tod, unter Mitwirkung von Ereth. Während ihrer Zeit bei Schlagwetter tourte sie unter anderem durch Belgien, Deutschland oder auch die Niederlande.

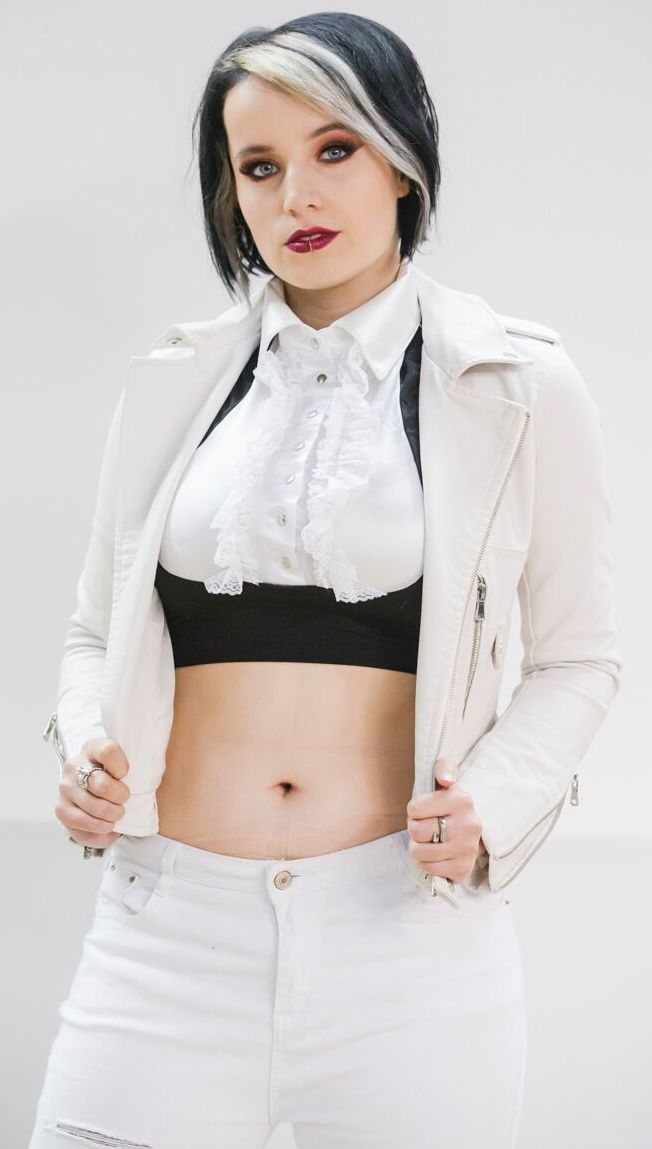
Schlagwetter – Pressefoto (2020)

### Scheinheilig (2021–2023)
Im November 2021 gründete Ereth, zusammen mit Rico H von Stoneman (Schlagzeug), Michel Obi (Bass), Dino Serci von Schwarzschild (Gesang) und Ana Dorado Suela (Keyboard) die Unheilig-Tribute-Band Scheinheilig. Die Band veröffentlichte zunächst im Jahr 2022 Live-Singles der Unheilig-Titel Für immer (Februar 2022), Medley (März 2022), So wie du warst (März 2022), Ich würd’ dich gern besuchen (April 2022), Lichter der Stadt (April 2022) sowie Geboren um zu leben (Mai 2022). Im Juni 2023 verließ Ereth das Projekt.

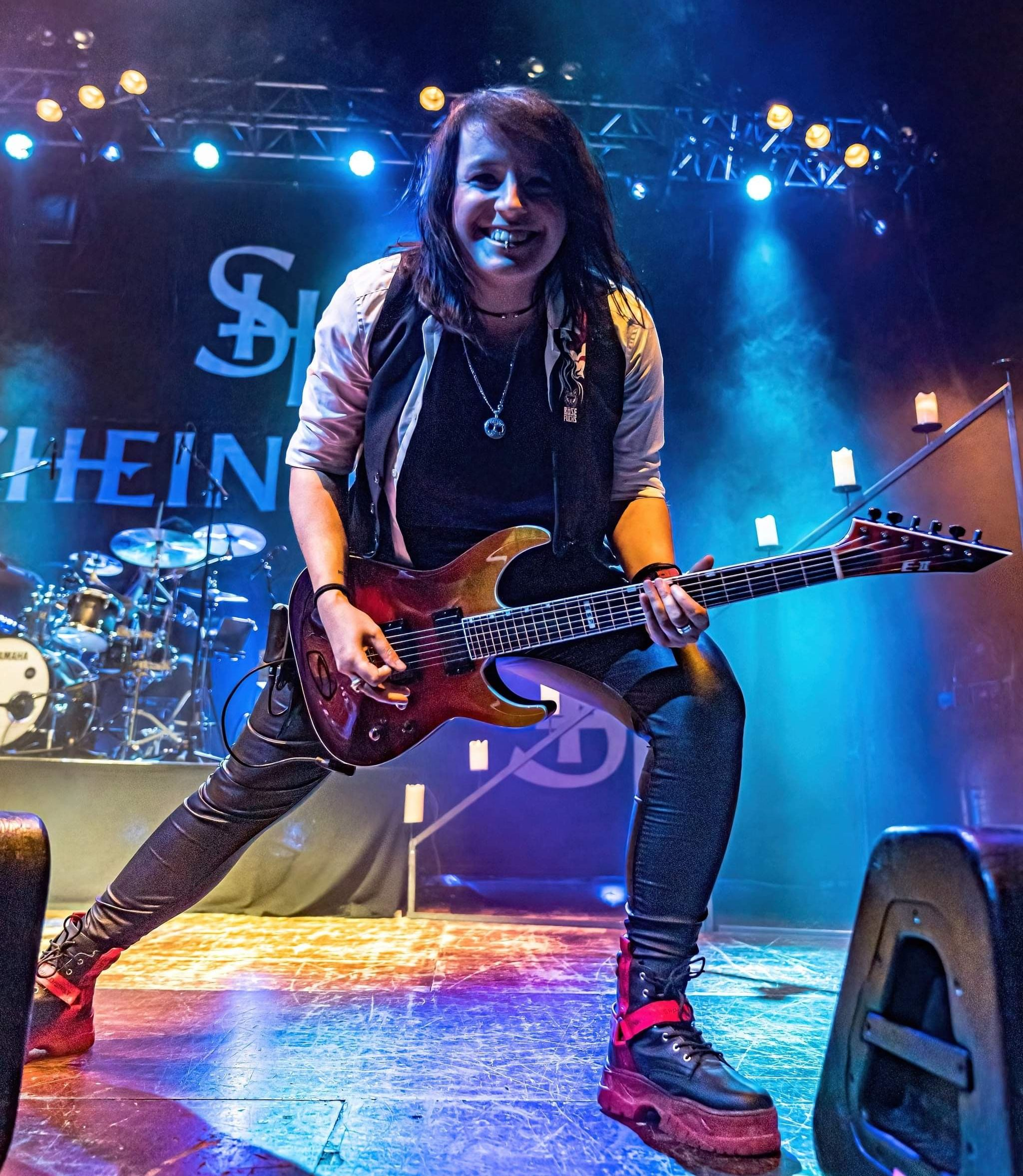
Scheinheilig – Live (2022)

### Erdling (2021–2024)
Am 24. Dezember 2021 wurde Ereth – neben Max Nash – als neue Gitarristin und offizielles Bandmitglied der deutschen Metalband Erdling vorgestellt. Beide kamen als Ersatz für den ausgeschiedenen Neno Knuckle. Nach den Singles Deus (November 2022), Freiheit (Januar 2023) und Eis und Feuer (Februar 2023) erschien mit dem sechsten Erdling-Album Bestia das erste Album, unter Mitwirkung Ereths. Das Album erschien am 28. April 2023 und avancierte zum Chartalbum in Deutschland (Rang 44). Ereth ist dabei nicht nur als Gitarristin beteiligt, sie ist auch Koautorin aller Titel. Das deutschsprachige Online-Magazin Metal.de bezeichnete es als „die bislang beste Platte“ der Band. Im Oktober 2024 wurde bekannt, dass Ereth und Nash, aufgrund der Zeitprobleme mit deren Böse-Fuchs-Band, nach der Mein Element – 10 Jahre Jubiläumstour im November 2024, aus der Band ausscheiden werden.

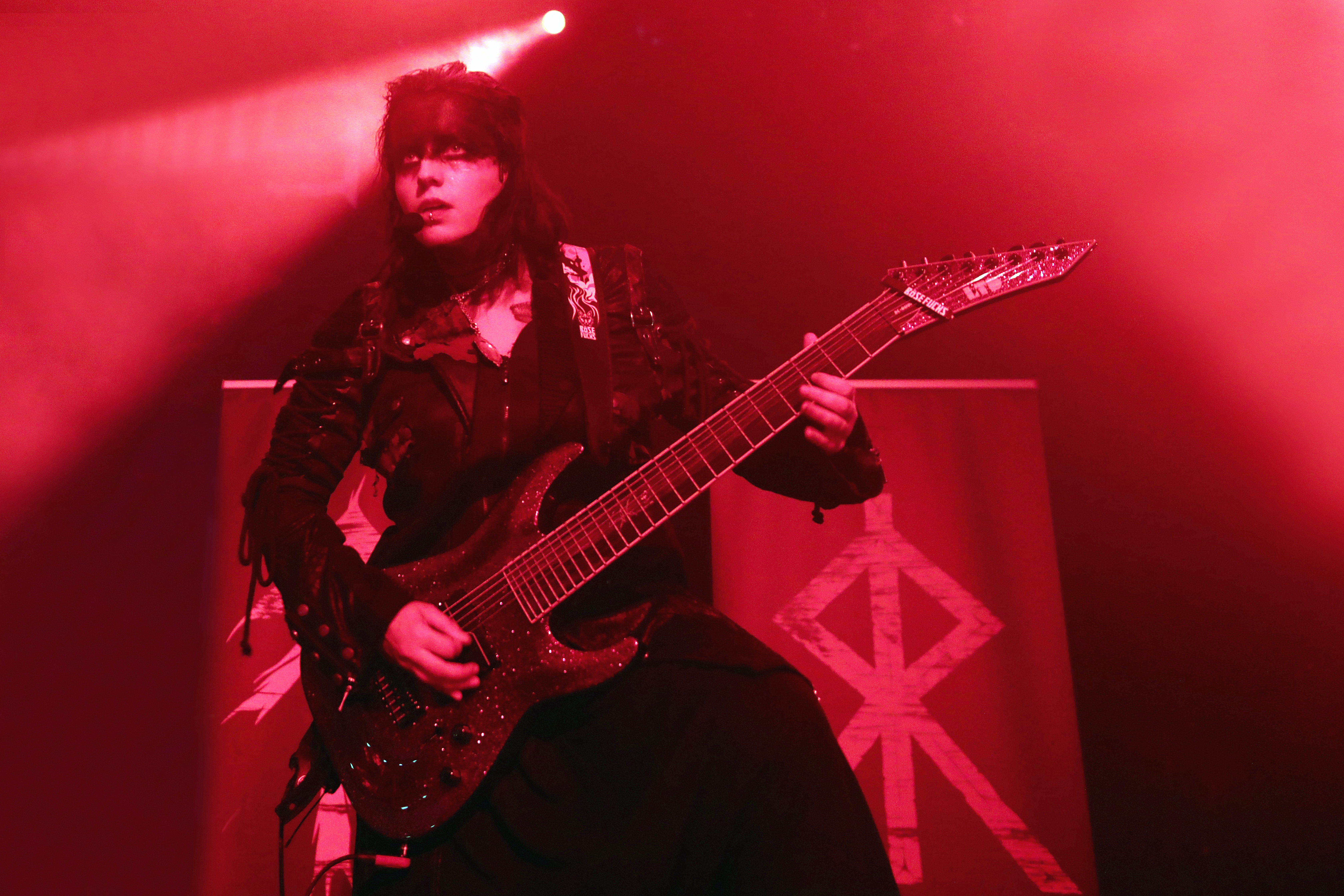
Erdling – Amphi Festival (2022)
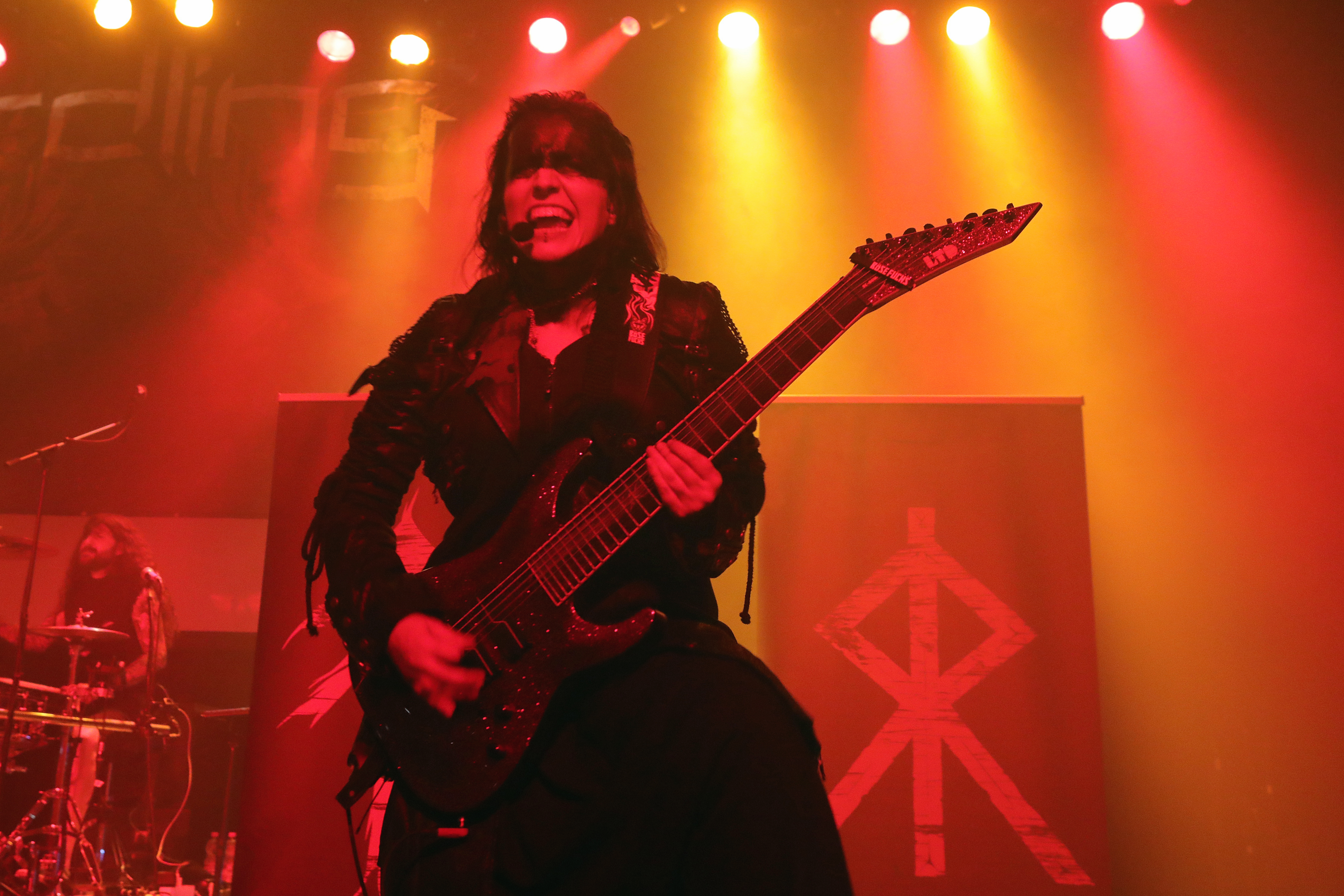
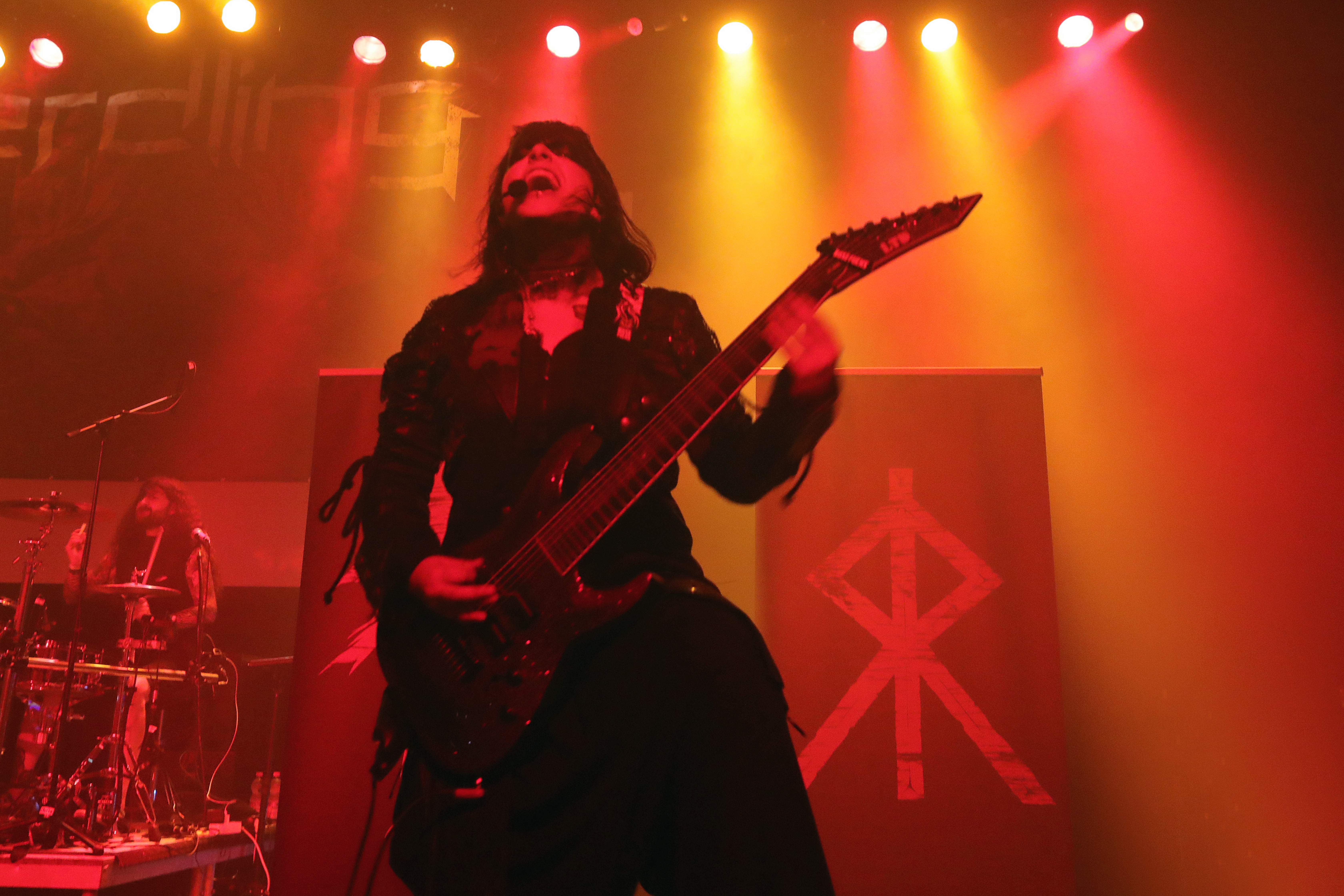

### Böse Fuchs Band (seit 2023)

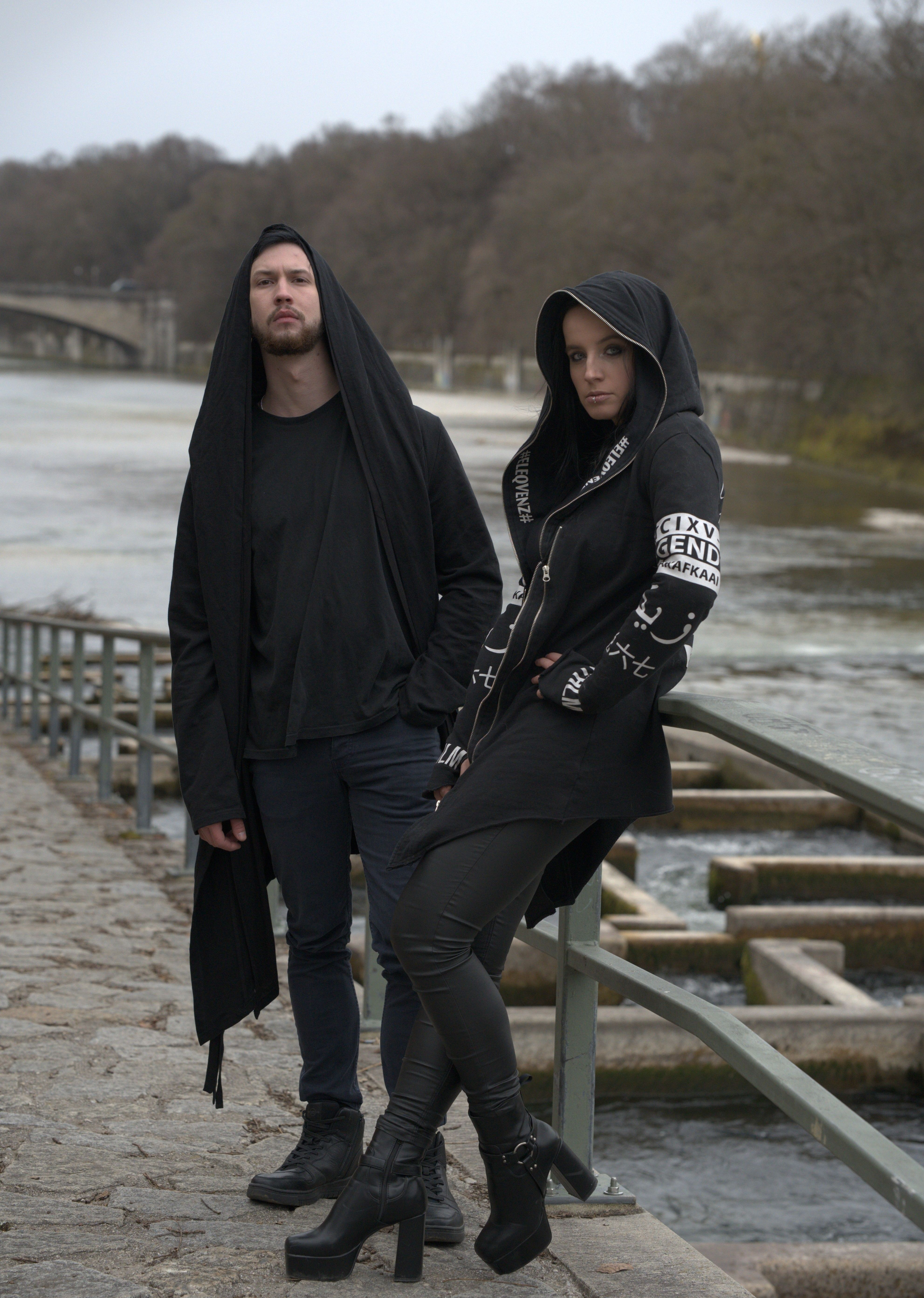
Aktuelle Besetzung der Böse Fuchs Band: Max Nash & Böse Fuchs (2022)

#### Geschichte
Mit dem Ende von Böse Fuchs & Sly verkündete Ereth, dass sie fortan mit der nach ihr benannten Band „Böse Fuchs“ weitermachen werde. Diese setzt sich aus ihr (Begleitgesang, Gitarre und Keytar), Max Nash (Begleitgesang und Gitarre) sowie der zuvor solotätigen Kate Khaiauri (Gesang) zusammen. Am 15. September 2023 erschien mit Rush of Air die erste Veröffentlichung der Band, es handelt sich dabei um die fünfte und letzte Singleauskopplung aus dem ersten Studioalbum, das eigentlich mit Böse Fuchs & Sly geplant war. Das Studioalbum erschien schließlich am 29. September 2023 unter dem Bandprojekt. Sinner setzt sich aus neun Titeln zusammen, die noch in der Altbesetzung von Böse Fuchs & Sly geschrieben und produziert wurden. Die Liedtexte und Kompositionen stammen von Ereth, Seline Hönig, Dominic Leutz und Nash. Vom 28. Oktober 2023 bis 25. November 2023 ging die Band auf Sinner Tour. Wie die Böse-Fuchs-&-Sly-Tour, wurde diese durch eine Gruppenfinanzierung ermöglicht, bei der die Band über 11.000,00 € sammelte. Die Tour erfolgte größtenteils im Vorprogramm der deutschen Rockband Oomph! und deren Richter und Henker Tour. Am Schlagzeug wurde Böse Fuchs von der Berliner Musikinfluencerin Raja Meissner unterstützt. Das Auftaktkonzert war eine Headlinershow, die restlichen spielten sie im Vorprogramm. Die Tour führte die Band durch 19 Städte, in sieben Ländern. Am 15. Dezember 2023 wurde bekannt, dass aufgrund eines Rechtsstreits, alle Veröffentlichungen von Böse Fuchs & Sly sowie Böse Fuchs vom Markt genommen werden. Zum Jahresabschluss erschien mit Sapphire zunächst ein neues Musikvideo, welches unter der Regie von Ereth und Nash entstanden ist. Am 19. Januar 2024 folgte die offizielle Singleauskopplung als Einzeltrack zum Download und Streaming. Das Lied beinhaltet unter anderem ein Sample zu Rihannas Diamonds. Eine Woche später erschien ein Musikvideo, ebenfalls unter der Regie von Ereth und Nash, zu Snake in the Grass. Auch hier erfolgte die Singleveröffentlichung zeitversetzt als digitale Single am 9. Februar 2024. Zwischenzeitlich spielte die Band vier Konzerte im Vorprogramm von Hiraes, während deren Dormant Album Release Tour. Im Folgemonat erschien mit Alles was ich will eine Single, die die Band in Kooperation mit dem Projekt Das Beste am Handwerk von der Kreishandwerkerschaft Nordwestmecklenburg – Wismar veröffentlichte. Diese erschien gleichzeitig mit dem Musikvideo am Weltfrauentag 2024 und ist eine Coverversion des Originals von We Butter the Bread with Butter. Für das Musikvideo wurden im Vorfeld Handwerkerinnen gesucht, dieses entstand unter der Regie von Moritz Stemmler. Im gleichen Monat spielte Böse Fuchs erneut im Vorprogramm von Dymytry. Während deren Five Angry Men Tour gastierten sie bei sechs der sieben Shows zwischen dem 1. und 22. März in Deutschland. Am 31. Mai 2024 erschien mit Samsara die erste EP der Band. Diese erschien im Selbstverlag und setzt sich aus fünf neuen Titeln zusammen, die zuvor unveröffentlicht waren. Das darauf enthaltene Stück Gaya nahm die Band mit Johnny Soulbound auf, was die erste Zusammenarbeit mit einem anderen Künstler darstellte. Diese erschien am 22. Juni 2024 als Videoauskopplung mit einem von Ereth und Nash selbstgedrehten Video. Bereits Anfang Juni spielte die Band drei Konzerte im Vorprogramm von 20Tokens. Im Oktober 2024 erschien der Gastbeitrag Ich will dich auf der Deluxeversion des Albums Voodoo von der deutschen Folk-Rock-Band Harpyie. Anfang November 2024 wurde bekannt, dass Khaiauri aus dem Projekt ausscheiden wird und Böse Fuchs als Duo fortbesteht. Im Dezember 2024 folgte die Yes to All Tour mit fünf Konzerten in Deutschland, die erste Headliner-Tour der Band.
Nach einer halbjährigen Pause, veröffentlichte Böse Fuchs am 25. Juli 2025 mit Darvo | Inferno ihre erste Single als Duo. Diese wurde von einem Musikvideo in Eigenregie begleitet.

#### Aktuelle Besetzung
- Max „Mxnsh“ Nash
  - ist eine deutsche nichtbinäre Person aus Berlin, die als Gitarrist, Komponist, Liedtexter, Musikproduzent, Shouter, Techniker und Tonbearbeiter tätig ist, zuvor spielte Nash in Bands wie Silent Solution (2009),[67] Dominant Red (2013),[68] oder auch Vianova (2015–2020)[69] sowie aktuell mit Ereth bei Erdling (seit 2021).[43] Von 2015 bis 2018 studierte Nash Audio Engineering; als Supervisor fungierten dabei unter anderem Thommy Hein und Michael Jakumeit.[70]

#### Rezeption
René R. von Time for Metal stellte in einer Rezension fest, das man der Band anmerke, wie viel Spaß sie an dem habe, was sie tue. Und sie würden wirklich „mega“ abwechslungsreich performen, mal Klargesang, dann wieder Growling, langsam, schnell und noch ein paar Kirchenglocken mit rein.

## Kitsune Sound Studios

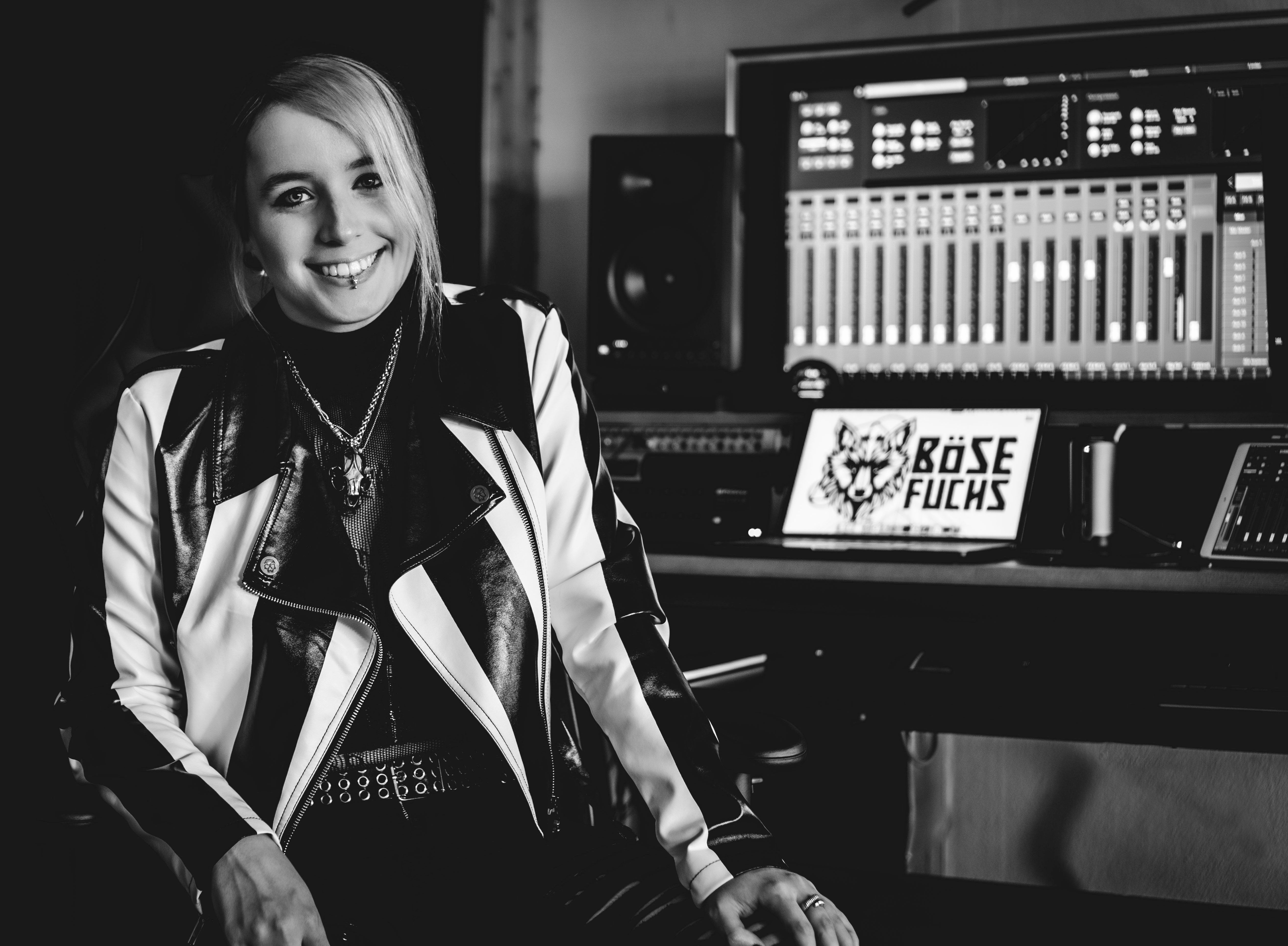
Pressefoto – Kitsune Sound Studios (2021)

Im April 2021 gründete Ereth zusammen mit Max Nash die Kitsune Sound Studios in Berlin. Ab dem Gründungszeitraum war Nash in die Produktion für Böse Fuchs & Sly involviert. So zeichnete er für die Produktion von We Got the Hypa (24. März 2022) und Geilon (1. April 2022) – seinen ersten offiziellen Produktionsveröffentlichungen – sowie für unter anderem die Abmischung, Aufnahme, das Mastering oder auch das Songwriting des Albums Sinner (29. September 2023) verantwortlich.
Im Jahr 2022 fungierte Nash für die Kitsune Sound Studios als Abmischer, Koproduzent, Komponist, Texter und Tonmeister für das im Folgejahr erschienene Chartalbum Bestia von Erdling (28. April 2023).

## Diskografie

### Alben
| Jahr           | Titel Musiklabel    | Anmerkungen                              |
| -------------- | ------------------- | ---------------------------------------- |
| als Böse Fuchs |                     |                                          |
|                |                     |                                          |
| 2023           | Sinner Selbstverlag | Erstveröffentlichung: 29. September 2023 |

| Jahr                 | Titel Musiklabel      | Anmerkungen                             |
| -------------------- | --------------------- | --------------------------------------- |
| als Böse Fuchs & Sly |                       |                                         |
|                      |                       |                                         |
| 2019                 | Futurium Selbstverlag | Erstveröffentlichung: 31. Dezember 2019 |
| als Böse Fuchs Band  |                       |                                         |
|                      |                       |                                         |
| 2024                 | Samsara Selbstverlag  | Erstveröffentlichung: 31. Mai 2024      |

### Lieder

#### Singles
| Jahr                 | Titel Album          | Anmerkungen                                                                  |
| -------------------- | -------------------- | ---------------------------------------------------------------------------- |
| als Böse Fuchs & Sly |                      |                                                                              |
|                      |                      |                                                                              |
| 2022                 | Dark Ritual Sinner   | Erstveröffentlichung: 28. Oktober 2022                                       |
| 2022                 | Coma Sinner          | Erstveröffentlichung: 25. November 2022                                      |
| 2022                 | Pride Sinner         | Erstveröffentlichung: 23. Dezember 2022                                      |
| 2023                 | Zorn Sinner          | Erstveröffentlichung: 24. Februar 2023                                       |
| als Böse Fuchs       |                      |                                                                              |
|                      |                      |                                                                              |
| 2023                 | Rush of Air Sinner   | Erstveröffentlichung: 15. September 2023                                     |
| als Böse Fuchs Band  |                      |                                                                              |
|                      |                      |                                                                              |
| 2024                 | Sapphire –           | Erstveröffentlichung: 19. Januar 2024 Sample: Rihanna – Diamonds             |
| 2024                 | Snake in the Grass – | Erstveröffentlichung: 9. Februar 2024                                        |
| 2024                 | Alles was ich will – | Erstveröffentlichung: 8. März 2024 Original: We Butter the Bread with Butter |
| 2025                 | Darvo \| Inferno –   | Erstveröffentlichung: 25. Juli 2025                                          |

#### Weitere Veröffentlichungen
| Jahr | Titel Album                           | Anmerkungen                                                     |
| ---- | ------------------------------------- | --------------------------------------------------------------- |
| 2024 | Ich will dich Voodoo (Deluxe Edition) | Erstveröffentlichung: 25. Oktober 2024 Harpyie feat. Böse Fuchs |

### Musikvideos
| Jahr                 | Titel               | Regisseur(e)               |
| -------------------- | ------------------- | -------------------------- |
| als Böse Fuchs & Sly |                     |                            |
|                      |                     |                            |
| 2019                 | In Danger           | Alex Makarov               |
| 2020                 | Scream for Humanity | Alex Makarov               |
| 2022                 | We Got the Hypa     | Seline Hönig, Valeria Nash |
| 2022                 | Geilon              | Seline Hönig, Valeria Nash |
| 2022                 | Dark Ritual         | Nils Nitschke              |
| 2023                 | Pride               | Jonas-Kmedia               |
| 2023                 | Zorn                | Tom Gottschalk             |
| als Böse Fuchs Band  |                     |                            |
|                      |                     |                            |
| 2023                 | Sapphire            | Max Nash, Valeria Nash     |
| 2024                 | Snake in the Grass  | Max Nash, Valeria Nash     |
| 2024                 | Alles was ich will  | Moritz Stemmler            |
| 2024                 | Gaya                | Max Nash, Valeria Nash     |
| 2025                 | Darvo \| Inferno    | Max Nash, Valeria Nash     |

## Tourneen
Hauptprogramm
- 12/2024–12/2024: Yes to All Tour[54]

Vorprogramm

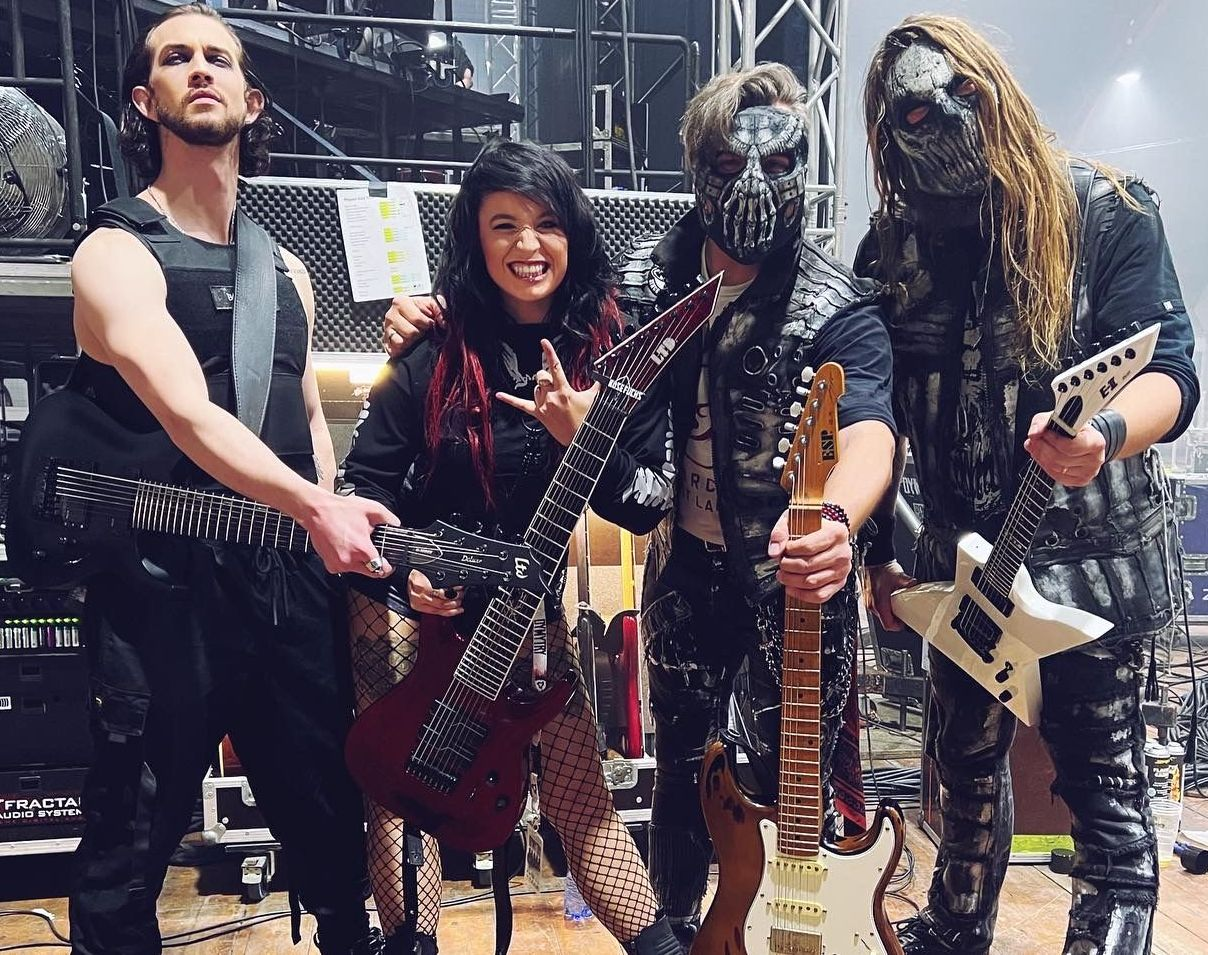
Böse Fuchs (Band) & Dymytry (2022)

- 11/2022–12/2022: Pharmageddon Tour 2022 (Dymytry)[31][32]
- 11/2023–11/2023: Sinner Tour (Oomph! – Richter und Henker Tour)[52][55]
- 01/2024–02/2024: Dormant Album Release Tour (Hiraes)[54]
- 03/2024–03/2024: Five Angry Men Tour (Dymytry)[61]
- 06/2024–06/2024: Mini Tour (20Tokens)[54]